# Regionalliga Bayern
La Regionalliga Bayern (en español: Liga Regional de Baviera) es una de las 5 ligas que componen la Regionalliga, el cuarto nivel del fútbol alemán.

## Historia

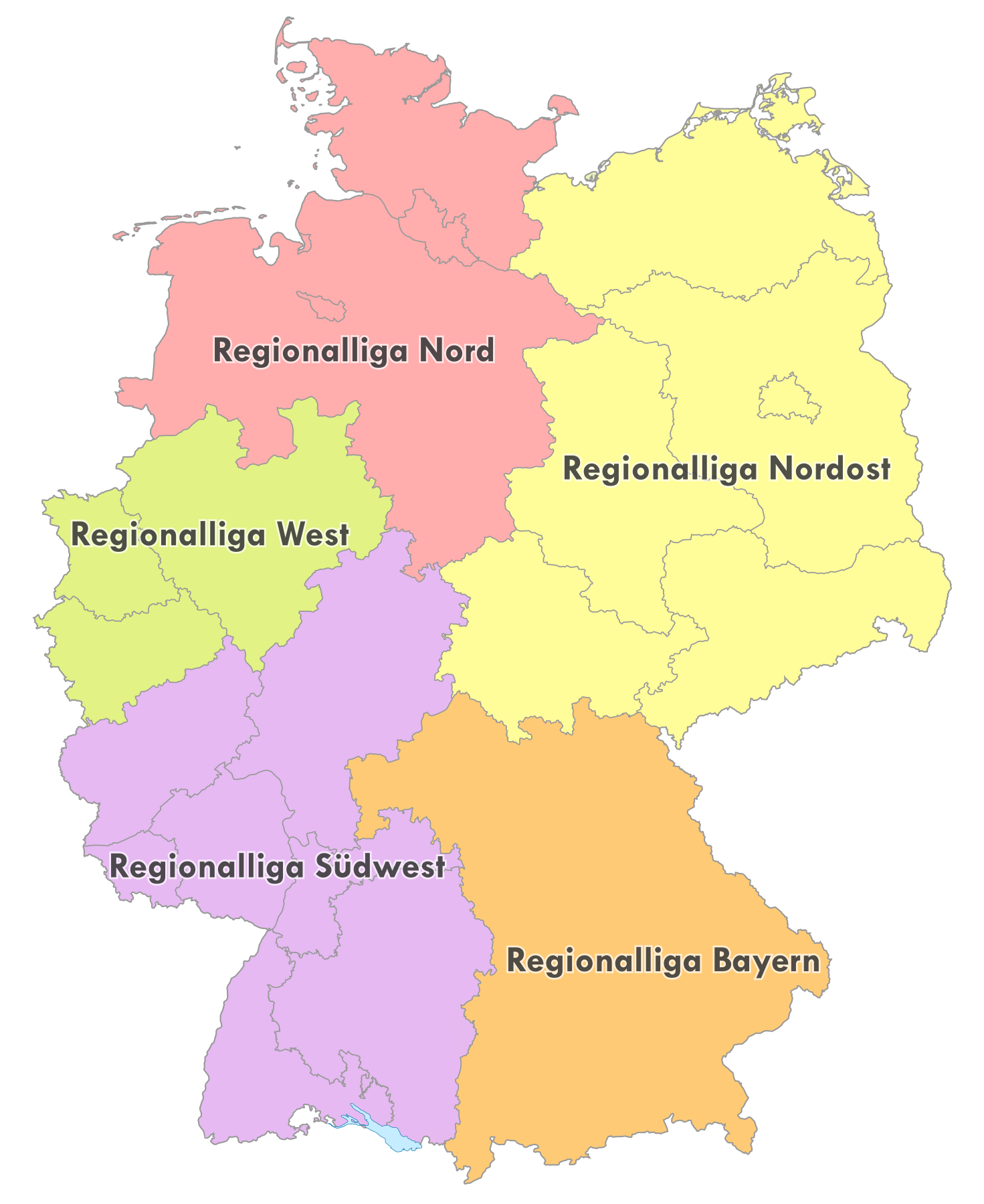
Las Regionalligas en 2012.

Fue fundada al terminar la temporada 2011/12 para reemplazar a la Regionalliga Süd y está compuesta principalmente por los equipos de la Región de Baviera por el ajuste que realizó la Regionalliga en 2011.
Los motivos de la reforma se debieron principalmente a la insolvencia causada por los requerimientos de infraestructura del cuarto nivel, lo que hacía que los costos fuesen muy elevados, y los inconvenientes que tenían los equipos sobre el poco interés que tenían sobre los derechos de televisión, ya que no era muy llamativo transmitir juegos del cuarto nivel. Entre las exigencias se encontraban que los estadios debían tener una capacidad mínima de 1000 espectadores, de que los aficionados del equipo visitante debían tener una entrada aparte al estadio, causando problemas financieros, en especial para los equipos amateurs.
Por esa razón algunos equipos que ganaban la Oberliga declinaban participar en la Regionalliga debido al riesgo financiero que representaba, rompiendo con un principio básico del fútbol alemán: Los campeones de divisiones inferiores siempre ascienden.
En octubre de 2010, 223 de 253 delegados votaron a favor de la reforma a la Regionalliga, aumentándolas de 3 a 5, restableciendo la Regionalliga Nordost, creando la Regionalliga Bayern y transformando la Regionalliga Süd en la Regionalliga Südwest.
En marzo de 2012 se decidió que el campeón de la Regionalliga Bayern, aparte de pelear por el ascenso a la 3. Liga, también lograba una plaza para jugar en la primera ronda de la Copa de Alemania, otorgando también ese premio a equipos reserva.
El primer partido de la Regionalliga Bayern se jugó el 19 de julio de 2012 entre el FC Eintracht Bamberg y el SpVgg Bayern Hof en la ciudad de Bamberg, con triunfo para los locales de 1-0, siendo Alexander Deptalla el primer anotador en la Regionalliga Bayern.

## Equipos fundadores
Estos fueron los 20 equipos que formaron parte de la temporada inaugural de la Regionalliga Bayern:
| - De la Regionalliga Süd: - SpVgg Greuther Fürth II - FC Nuremberg II - TSV 1860 Múnich II - FC Bayern Múnich II - FC Memmingen - FC Ingolstadt 04 II - De la Ligas de afuera de la BFV: - Viktoria Aschaffenburg - FV Illertissen | - Provenientes de la Bayernliga: - TSV 1860 Rosenheim - SpVgg Bayern Hof - SV Seligenporten - SC Eltersdorf - TSV Buchbach - TSV Rain am Lech - VfL Frohnlach - FC Eintracht Bamberg - FC Ismaning - Ascendidos vía play-off de la Bayernliga/Landesliga: - Würzburger Kickers - SV Heimstetten - FC Augsburgo II |

## Campeones y subcampeones
| Temporada | Campeón                | Subcampeón             |
| 2012–13   | TSV 1860 Múnich II     | FC Bayern Múnich II    |
| 2013–14   | FC Bayern Múnich II    | TSV 1860 Múnich II     |
| 2014–15   | Würzburger Kickers     | FC Bayern Múnich II    |
| 2015–16   | SSV Jahn Regensburg    | SV Wacker Burghausen   |
| 2016–17   | SpVgg Unterhaching     | TSV 1860 Múnich II     |
| 2017–18   | TSV 1860 Múnich II     | FC Bayern de Múnich II |
| 2018-19   | FC Bayern de Múnich II | VfB Eichstätt          |
| 2019-20   | Cancelada              | Cancelada              |
| 2020-21   | Cancelada              | Cancelada              |
| 2021-22   | SpVgg Bayreuth         | FC Bayern de Múnich II |
| 2022-23   | SpVgg Unterhaching     | Würzburger Kickers     |
| 2023-24   | Würzburger Kickers     | DJK Vilzing            |

## Posiciones finales
| Club                   | 13 | 14 | 15 | 16 | 17 | 18 | 19 | 20 | 21 |
| ---------------------- | -- | -- | -- | -- | -- | -- | -- | -- | -- |
| SSV Jahn Regensburg    | 2B | 3L | 3L | 1  | 3L | 2B | 2B | 2B | 2B |
| Würzburger Kickers     | 10 | 11 | 1  | 3L | 2B | 3L | 3L | 3L | 2B |
| SpVgg Unterhaching     | 3L | 3L | 3L | 4  | 1  | 3L | 3L | 3L | 3L |
| TSV 1860 Munich        | 2B | 2B | 2B | 2B | 2B | 1  | 3L | 3L | 3L |
| Bayern Munich II       | 2  | 1  | 2  | 6  | 2  | 2  | 1  | 3L | 3L |
| Türkgücü München       |    |    |    |    |    |    |    | P  | 3L |
| 1. FC Schweinfurt 05   |    | 16 | 13 | 14 | 8  | 3  | 4  | 2  | x  |
| 1. FC Nürnberg II      | 4  | 8  | 8  | 3  | 6  | 5  | 5  | 3  | x  |
| SpVgg Bayreuth         |    |    | 6  | 7  | 12 | 17 | 9  | 4  | x  |
| Viktoria Aschaffenburg | 15 | 18 |    | 15 |    |    | 10 | 5  | x  |
| VfB Eichstätt          |    |    |    |    |    | 7  | 2  | 6  | x  |
| Greuther Fürth II      | 12 | 9  | 14 | 9  | 15 | 13 | 14 | 7  | x  |
| TSV Buchbach           | 6  | 5  | 4  | 8  | 13 | 12 | 8  | 8  | x  |
| TSV Aubstadt           |    |    |    |    |    |    |    | 9  | x  |
| FC Augsburg II         | 16 | 4  | 10 | 16 | 3  | 8  | 13 | 10 | x  |
| Wacker Burghausen      | 3L | 3L | 11 | 2  | 10 | 9  | 3  | 11 | x  |
| FV Illertissen         | 3  | 2  | 9  | 5  | 5  | 10 | 7  | 12 | x  |
| TSV Rain am Lech       | 11 | 19 |    | 18 |    |    |    | 13 | x  |
| SV Heimstetten         | 5  | 14 | 15 |    |    |    | 16 | 14 | x  |
| SV Schalding-Heining   |    | 12 | 12 | 13 | 14 | 11 | 12 | 15 | x  |
| 1860 Rosenheim         | 7  | 15 |    |    | 9  | 15 | 15 | 16 | x  |
| FC Memmingen           | 9  | 13 | 7  | 12 | 4  | 16 | 6  | 17 | x  |
| VfR Garching           |    |    | 16 |    | 11 | 4  | 11 | 18 | x  |
| FC Pipinsried          |    |    |    |    |    | 14 | 17 |    |    |
| Ingolstadt 04 II       | 8  | 6  | 5  | 11 | 7  | 6  | 18 |    |    |
| SV Seligenporten       | 14 | 7  | 17 |    | 16 | 18 |    |    |    |
| FC Unterföhring        |    |    |    |    |    | 19 |    |    |    |
| Bayern Hof             | 17 | 17 |    |    | 17 |    |    |    |    |
| TSV 1860 Munich II     | 1  | 3  | 3  | 10 | 18 |    |    |    |    |
| FC Amberg              |    |    |    | 17 |    |    |    |    |    |
| FC Eintracht Bamberg   | 13 | 10 | 18 |    |    |    |    |    |    |
| SC Eltersdorf          | 18 |    |    |    |    |    |    |    |    |
| FC Ismaning            | 19 |    |    |    |    |    |    |    |    |
| VfL Frohnlach          | 20 |    |    |    |    |    |    |    |    |

Leyenda
| Símbolo | Significado               |
| ------- | ------------------------- |
| B       | Bundesliga                |
| 2B      | 2. Bundesliga             |
| 3L      | 3. Liga                   |
| 1       | Campeones de Liga         |
| Lugar   | Liga                      |
| x       | Jugó en una liga inferior |